# Stanley-Cup-Playoffs 1982
Die Playoffs um den Stanley Cup des Jahres 1982 begannen am 7. April 1982 und endeten am 16. Mai 1982 mit dem 4:0-Sieg der New York Islanders über die Vancouver Canucks. Die Islanders gewannen somit bei ihrer dritten Finalteilnahme ihren dritten Stanley Cup in Folge und wurden daher zum ersten und bisher einzigen US-amerikanischen Team, das mehr als zwei aufeinander folgende Titel erringen konnte; zudem gelang dies nach ihnen überhaupt keiner anderen Mannschaft mehr, während sie im Jahr darauf noch einen vierten Erfolg nachlegten. Ferner stellten sie mit Bryan Trottier den Topscorer sowie mit Mike Bossy den besten Torschützen und zugleich mit der Conn Smythe Trophy ausgezeichneten Most Valuable Player dieser post-season. Die unterlegenen Vancouver Canucks hingegen bestritten ihr erstes Stanley-Cup-Finale der Franchise-Geschichte.
Die Playoffs 1982 gingen mit einer größeren Veränderung ihres Formats einher, so kehrte die Ligaleitung zu einem strenger nach Divisions und Conferences gegliederten Modus zurück.

## Modus
Nachdem sich aus jeder Division die vier punktbesten Teams qualifiziert haben, starten die im K.-o.-System ausgetragenen Playoffs. Dabei trifft der jeweilige Erste auf den Vierten und der Zweite auf den Dritten einer jeden Division, sodass in den ersten zwei Runden die Divisionssieger ausgespielt werden. Diese treten in der Folge im Conference-Finale um den Einzug ins Stanley-Cup-Finale an.
Die Serien der ersten Runde werden im Best-of-Five-, die Serien aller folgenden Runden im Best-of-Seven-Modus ausgespielt, das heißt, dass ein Team ab der zweiten Runde vier Siege zum Weiterkommen benötigt; in der ersten Runde drei. Das höher gesetzte Team hat dabei in den ersten beiden Spielen Heimrecht, die nächsten beiden das gegnerische Team. Sollte bis dahin kein Sieger aus der Runde hervorgegangen sein, wechselt das Heimrecht von Spiel zu Spiel. So hat die höher gesetzte Mannschaft in den Spielen 1, 2, 5 und 7, also vier der maximal sieben Spiele, einen Heimvorteil. Der Sieger der Prince of Wales Conference wird mit der Prince of Wales Trophy ausgezeichnet und der Sieger der Campbell Conference mit der Clarence S. Campbell Bowl.
Bei Spielen, die nach der regulären Spielzeit von 60 Minuten unentschieden bleiben, folgt die Overtime. Sie endet durch das erste erzielte Tor (Sudden Death).

## Qualifizierte Teams
| Adams Division - (A1) Canadiens de Montréal - (A2) Boston Bruins - (A3) Buffalo Sabres - (A4) Nordiques de Québec Patrick Division - (P1) New York Islanders - (P2) New York Rangers - (P3) Philadelphia Flyers - (P4) Pittsburgh Penguins | Norris Division - (N1) Minnesota North Stars - (N2) Winnipeg Jets - (N3) St. Louis Blues - (N4) Chicago Black Hawks Smythe Division - (S1) Edmonton Oilers - (S2) Vancouver Canucks - (S3) Calgary Flames - (S4) Los Angeles Kings |

## Playoff-Baum
|  | Division-Halbfinale | Division-Halbfinale   | Division-Halbfinale |                   |                       | Division-Finale | Division-Finale              | Division-Finale |  |  | Conference-Finale | Conference-Finale | Conference-Finale |  |  | Stanley-Cup-Finale | Stanley-Cup-Finale | Stanley-Cup-Finale |
|  |                     |                       |                     |                   |                       |                 |                              |                 |  |  |                   |                   |                   |  |  |                    |                    |                    |
|  | A1                  | Canadiens de Montréal | 2                   |                   |                       |                 |                              |                 |  |  |                   |                   |                   |  |  |                    |                    |                    |
|  | A4                  | Nordiques de Québec   | 3                   |                   |                       |                 |                              |                 |  |  |                   |                   |                   |  |  |                    |                    |                    |
|  | A4                  | Nordiques de Québec   | 3                   | A4                | Nordiques de Québec   | 4               |                              |                 |  |  |                   |                   |                   |  |  |                    |                    |                    |
|  |                     |                       |                     | A4                | Nordiques de Québec   | 4               |                              |                 |  |  |                   |                   |                   |  |  |                    |                    |                    |
|  |                     |                       | A2                  | Boston Bruins     | 3                     |                 |                              |                 |  |  |                   |                   |                   |  |  |                    |                    |                    |
|  | A2                  | Boston Bruins         | A2                  | Boston Bruins     | 3                     | 3               |                              |                 |  |  |                   |                   |                   |  |  |                    |                    |                    |
|  | A2                  | Boston Bruins         |                     |                   |                       | 3               |                              |                 |  |  |                   |                   |                   |  |  |                    |                    |                    |
|  | A3                  | Buffalo Sabres        | 1                   |                   |                       |                 |                              |                 |  |  |                   |                   |                   |  |  |                    |                    |                    |
|  | A3                  | Buffalo Sabres        | 1                   | A4                | Nordiques de Québec   | 0               |                              |                 |  |  |                   |                   |                   |  |  |                    |                    |                    |
|  |                     |                       |                     | A4                | Nordiques de Québec   | 0               | Prince of Wales Conference   |                 |  |  |                   |                   |                   |  |  |                    |                    |                    |
|  |                     | P1                    | New York Islanders  | 4                 |                       |                 |                              |                 |  |  |                   |                   |                   |  |  |                    |                    |                    |
|  | P1                  | P1                    | New York Islanders  | 4                 | New York Islanders    | 3               |                              |                 |  |  |                   |                   |                   |  |  |                    |                    |                    |
|  | P1                  |                       |                     |                   | New York Islanders    | 3               |                              |                 |  |  |                   |                   |                   |  |  |                    |                    |                    |
|  | P4                  | Pittsburgh Penguins   | 2                   |                   |                       |                 |                              |                 |  |  |                   |                   |                   |  |  |                    |                    |                    |
|  | P4                  | Pittsburgh Penguins   | 2                   | P1                | New York Islanders    | 4               |                              |                 |  |  |                   |                   |                   |  |  |                    |                    |                    |
|  |                     |                       |                     | P1                | New York Islanders    | 4               |                              |                 |  |  |                   |                   |                   |  |  |                    |                    |                    |
|  |                     |                       | P2                  | New York Rangers  | 2                     |                 |                              |                 |  |  |                   |                   |                   |  |  |                    |                    |                    |
|  | P2                  | New York Rangers      | P2                  | New York Rangers  | 2                     | 3               |                              |                 |  |  |                   |                   |                   |  |  |                    |                    |                    |
|  | P2                  | New York Rangers      |                     |                   |                       |                 |                              |                 |  |  |                   |                   |                   |  |  |                    |                    |                    |
|  | P3                  | Philadelphia Flyers   | 1                   |                   |                       |                 |                              |                 |  |  |                   |                   |                   |  |  |                    |                    |                    |
|  | P3                  | Philadelphia Flyers   | 1                   | P1                | New York Islanders    | 4               |                              |                 |  |  |                   |                   |                   |  |  |                    |                    |                    |
|  |                     |                       |                     |                   |                       |                 |                              |                 |  |  |                   |                   |                   |  |  |                    |                    |                    |
|  |                     | S2                    | Vancouver Canucks   | 0                 |                       |                 |                              |                 |  |  |                   |                   |                   |  |  |                    |                    |                    |
|  | N1                  | S2                    | Vancouver Canucks   | 0                 | Minnesota North Stars | 1               |                              |                 |  |  |                   |                   |                   |  |  |                    |                    |                    |
|  | N1                  |                       |                     |                   | Minnesota North Stars | 1               |                              |                 |  |  |                   |                   |                   |  |  |                    |                    |                    |
|  | N4                  | Chicago Black Hawks   | 3                   |                   |                       |                 |                              |                 |  |  |                   |                   |                   |  |  |                    |                    |                    |
|  | N4                  | Chicago Black Hawks   | 3                   | N4                | Chicago Black Hawks   | 4               |                              |                 |  |  |                   |                   |                   |  |  |                    |                    |                    |
|  |                     |                       |                     | N4                | Chicago Black Hawks   | 4               |                              |                 |  |  |                   |                   |                   |  |  |                    |                    |                    |
|  |                     |                       | N3                  | St. Louis Blues   | 2                     |                 |                              |                 |  |  |                   |                   |                   |  |  |                    |                    |                    |
|  | N2                  | Winnipeg Jets         | N3                  | St. Louis Blues   | 2                     | 1               |                              |                 |  |  |                   |                   |                   |  |  |                    |                    |                    |
|  | N2                  | Winnipeg Jets         |                     |                   |                       | 1               |                              |                 |  |  |                   |                   |                   |  |  |                    |                    |                    |
|  | N3                  | St. Louis Blues       | 3                   |                   |                       |                 |                              |                 |  |  |                   |                   |                   |  |  |                    |                    |                    |
|  | N3                  | St. Louis Blues       | 3                   | N4                | Chicago Black Hawks   | 1               |                              |                 |  |  |                   |                   |                   |  |  |                    |                    |                    |
|  |                     |                       |                     | N4                | Chicago Black Hawks   | 1               | Clarence Campbell Conference |                 |  |  |                   |                   |                   |  |  |                    |                    |                    |
|  |                     | S2                    | Vancouver Canucks   | 4                 |                       |                 |                              |                 |  |  |                   |                   |                   |  |  |                    |                    |                    |
|  | S1                  | S2                    | Vancouver Canucks   | 4                 | Edmonton Oilers       | 2               |                              |                 |  |  |                   |                   |                   |  |  |                    |                    |                    |
|  | S1                  |                       |                     |                   |                       |                 |                              |                 |  |  |                   |                   |                   |  |  |                    |                    |                    |
|  | S4                  | Los Angeles Kings     | 3                   |                   |                       |                 |                              |                 |  |  |                   |                   |                   |  |  |                    |                    |                    |
|  | S4                  | Los Angeles Kings     | 3                   | S4                | Los Angeles Kings     | 1               |                              |                 |  |  |                   |                   |                   |  |  |                    |                    |                    |
|  |                     |                       |                     | S4                | Los Angeles Kings     | 1               |                              |                 |  |  |                   |                   |                   |  |  |                    |                    |                    |
|  |                     |                       | S2                  | Vancouver Canucks | 4                     |                 |                              |                 |  |  |                   |                   |                   |  |  |                    |                    |                    |
|  | S2                  | Vancouver Canucks     | S2                  | Vancouver Canucks | 4                     | 3               |                              |                 |  |  |                   |                   |                   |  |  |                    |                    |                    |
|  | S2                  | Vancouver Canucks     |                     |                   |                       |                 |                              |                 |  |  |                   |                   |                   |  |  |                    |                    |                    |
|  | S3                  | Calgary Flames        | 0                   |                   |                       |                 |                              |                 |  |  |                   |                   |                   |  |  |                    |                    |                    |

## Division-Halbfinale

### Prince of Wales Conference

#### (A1) Canadiens de Montréal – (A4) Nordiques de Québec
| 7. April 1982 | Canadiens de Montréal Mario Tremblay (0:56) Mark Napier (13:32) Mario Tremblay (32:48) Doug Jarvis (47:31) Mark Napier (48:03) | 5:1 (2:0, 1:0, 2:1) Spielbericht Stand: 1:0 | Nordiques de Québec Anton Šťastný (50:55) | Forum de Montréal, Montréal, Québec Zuschauer: 16.096 |

| 8. April 1982 | Canadiens de Montréal Guy Lafleur (20:26) Chris Nilan (27:20) | 2:3 (0:1, 2:1, 0:1) Spielbericht Stand: 1:1 | Nordiques de Québec Pat Hickey (4:56) Alain Côté (29:43) Pierre Aubry (42:30) | Forum de Montréal, Montréal, Québec Zuschauer: 16.391 |

| 10. April 1982 | Nordiques de Québec Dale Hunter (18:28) Dale Hunter (19:40) | 2:1 (2:0, 0:0, 0:1) Spielbericht Stand: 2:1 | Canadiens de Montréal Guy Lafleur (59:34) | Colisée de Québec, Québec City, Québec Zuschauer: 15.323 |

| 11. April 1982 | Nordiques de Québec Michel Goulet (12:47) Jacques Richard (52:32) | 2:6 (1:2, 0:2, 1:2) Spielbericht Stand: 2:2 | Canadiens de Montréal Doug Risebrough (8:45) Pierre Mondou (18:35) Mario Tremblay (29:23) Pierre Mondou (38:57) Mark Napier (43:58) Doug Risebrough (51:05) | Colisée de Québec, Québec City, Québec Zuschauer: 15.314 |

| 13. April 1982 | Canadiens de Montréal Mario Tremblay (50:49) Robert Picard (52:14) | 2:3 n. V. (0:2, 0:0, 2:0, 0:1) Spielbericht Stand: 2:3 | Nordiques de Québec Wilf Paiement (4:40) Anton Šťastný (14:49) Dale Hunter (60:22) | Forum de Montréal, Montréal, Québec Zuschauer: 17.611 |

#### (A2) Boston Bruins – (A3) Buffalo Sabres
| 7. April 1982 | Boston Bruins Peter McNab (19:44) Brad Park (38:44) Mike O’Connell (49:48) | 3:1 (1:0, 1:0, 1:1) Spielbericht Stand: 1:0 | Buffalo Sabres Yvon Lambert (48:20) | Boston Garden, Boston, Massachusetts Zuschauer: 11.608 |

| 8. April 1982 | Boston Bruins Rick Middleton (15:49) Barry Pederson (20:48) Rick Middleton (21:40) Barry Pederson (23:56) Terry O’Reilly (31:45) Barry Pederson (34:28) Bruce Crowder (40:54) | 7:3 (1:1, 5:1, 1:1) Spielbericht Stand: 2:0 | Buffalo Sabres Dale McCourt (12:44) Mike Ramsey (27:08) Yvon Lambert (57:33) | Boston Garden, Boston, Massachusetts Zuschauer: 12.134 |

| 10. April 1982 | Buffalo Sabres Brent Peterson (9:02) Yvon Lambert (27:21) Craig Ramsay (33:01) Mike Foligno (33:34) Dale McCourt (59:15) | 5:2 (1:0, 3:2, 1:0) Spielbericht Stand: 1:2 | Boston Bruins Steve Kasper (26:58) Steve Kasper (37:02) | Buffalo Memorial Auditorium, Buffalo, New York Zuschauer: 15.800 |

| 11. April 1982 | Buffalo Sabres Mike Foligno (11:08) Ric Seiling (58:25) | 2:5 (1:1, 0:4, 1:0) Spielbericht Stand: 1:3 | Boston Bruins Peter McNab (4:32) Terry O’Reilly (30:11) Terry O’Reilly (31:59) Mike Gillis (32:26) Peter McNab (39:06) | Buffalo Memorial Auditorium, Buffalo, New York Zuschauer: 14.243 |

#### (P1) New York Islanders – (P4) Pittsburgh Penguins
| 7. April 1982 | New York Islanders Mike Bossy (5:52) Clark Gillies (6:44) Bryan Trottier (18:56) Clark Gillies (28:52) Bryan Trottier (33:32) Wayne Merrick (36:24) Stefan Persson (42:26) Brent Sutter (58:02) | 8:1 (3:1, 3:0, 2:0) Spielbericht Stand: 1:0 | Pittsburgh Penguins Pat Boutette (14:42) | Nassau Veterans Memorial Coliseum, Uniondale, New York Zuschauer: 15.044 |

| 8. April 1982 | New York Islanders Mike Bossy (7:57) Wayne Merrick (15:25) Butch Goring (17:12) Brent Sutter (17:53) Clark Gillies (27:30) John Tonelli (32:51) Greg Gilbert (40:40) | 7:2 (4:0, 2:1, 1:1) Spielbericht Stand: 2:0 | Pittsburgh Penguins Rick MacLeish (25:32) Pat Boutette (57:04) | Nassau Veterans Memorial Coliseum, Uniondale, New York Zuschauer: 15.230 |

| 10. April 1982 | Pittsburgh Penguins Pat Boutette (46:51) Rick Kehoe (64:14) | 2:1 n. V. (0:1, 0:0, 1:0, 1:0) Spielbericht Stand: 1:2 | New York Islanders Mike McEwen (17:36) | Civic Arena, Pittsburgh, Pennsylvania Zuschauer: 14.310 |

| 11. April 1982 | Pittsburgh Penguins André St. Laurent (12:44) Paul Gardner (14:13) Rick Kehoe (21:52) André St. Laurent (36:20) Rod Schutt (57:12) | 5:2 (2:1, 2:1, 1:0) Spielbericht Stand: 2:2 | New York Islanders Clark Gillies (4:16) Wayne Merrick (37:18) | Civic Arena, Pittsburgh, Pennsylvania Zuschauer: 11.147 |

| 13. April 1982 | New York Islanders Bob Nystrom (30:18) Mike McEwen (54:33) John Tonelli (57:39) John Tonelli (66:19) | 4:3 n. V. (0:0, 1:3, 2:0, 1:0) Spielbericht Stand: 3:2 | Pittsburgh Penguins Kevin McClelland (31:01) Mike Bullard (36:10) Randy Carlyle (38:31) | Nassau Veterans Memorial Coliseum, Uniondale, New York Zuschauer: 15.230 |

#### (P2) New York Rangers – (P3) Philadelphia Flyers
| 7. April 1982 | New York Rangers Ed Johnstone (3:10) | 1:4 (1:2, 0:0, 0:2) Spielbericht Stand: 0:1 | Philadelphia Flyers Darryl Sittler (6:31) Brian Propp (15:24) Darryl Sittler (42:30) Ray Allison (45:17) | Madison Square Garden, New York City, New York Zuschauer: 17.370 |

| 8. April 1982 | New York Rangers Carol Vadnais (1:57) Ron Duguay (13:47) Don Maloney (26:17) Robbie Ftorek (31:26) Dave Silk (38:50) Rob McClanahan (44:31) Ed Johnstone (57:03) | 7:3 (2:1, 3:1, 2:1) Spielbericht Stand: 1:1 | Philadelphia Flyers Bobby Clarke (0:48) Ray Allison (33:08) Ken Linseman (59:27) | Madison Square Garden, New York City, New York Zuschauer: 17.370 |

| 10. April 1982 | Philadelphia Flyers Bobby Clarke (4:51) Behn Wilson (6:24) Brian Propp (10:46) | 3:4 (3:0, 0:3, 0:1) Spielbericht Stand: 1:2 | New York Rangers Mike Rogers (25:44) Reijo Ruotsalainen (28:43) Don Maloney (39:06) Cam Connor (58:51) | The Spectrum, Philadelphia, Pennsylvania Zuschauer: 17.147 |

| 11. April 1982 | Philadelphia Flyers Paul Holmgren (24:05) Bobby Clarke (36:14) Bobby Clarke (44:08) Darryl Sittler (53:33) Bill Barber (56:19) | 5:7 (0:1, 2:4, 3:2) Spielbericht Stand: 1:3 | New York Rangers Robbie Ftorek (9:37) André Doré (22:09) Robbie Ftorek (23:42) Ron Duguay (32:45) Mark Pavelich (37:17) Dave Maloney (41:25) Ron Duguay (59:53) | The Spectrum, Philadelphia, Pennsylvania Zuschauer: 17.147 |

### Clarence Campbell Conference

#### (N1) Minnesota North Stars – (N4) Chicago Black Hawks
| 7. April 1982 | Minnesota North Stars Tim Young (24:18) Al MacAdam (49:13) | 2:3 n. V. (0:0, 1:1, 1:1, 0:1) Spielbericht Stand: 0:1 | Chicago Black Hawks Doug Wilson (27:05) Glen Sharpley (43:14) Greg Fox (63:34) | Met Center, Bloomington, Minnesota Zuschauer: 15.597 |

| 8. April 1982 | Minnesota North Stars Steve Payne (30:14) Mark Johnson (36:28) Bobby Smith (57:03) | 3:5 (0:0, 2:2, 1:3) Spielbericht Stand: 0:2 | Chicago Black Hawks Tom Lysiak (23:17) Dave Feamster (24:01) Al Secord (47:46) Denis Savard (52:07) Tom Lysiak (59:42) | Met Center, Bloomington, Minnesota Zuschauer: 15.546 |

| 10. April 1982 | Chicago Black Hawks Glen Sharpley (12:51) | 1:7 (1:3, 0:3, 0:1) Spielbericht Stand: 2:1 | Minnesota North Stars Bobby Smith (2:25) Dino Ciccarelli (10:22) Mark Johnson (12:25) Steve Payne (21:39) Steve Payne (25:01) Dino Ciccarelli (29:20) Dino Ciccarelli (41:30) | Chicago Stadium, Chicago, Illinois Zuschauer: 20.960 |

| 11. April 1982 | Chicago Black Hawks Rich Preston (0:35) Grant Mulvey (7:28) Al Secord (36:15) Tim Higgins (40:40) Glen Sharpley (59:49) | 5:2 (2:0, 1:2, 2:0) Spielbericht Stand: 3:1 | Minnesota North Stars Craig Hartsburg (26:58) Steve Payne (32:43) | Chicago Stadium, Chicago, Illinois Zuschauer: 14.367 |

#### (N2) Winnipeg Jets – (N3) St. Louis Blues
| 7. April 1982 | Winnipeg Jets Willy Lindström (1:20) Dale Hawerchuk (15:20) Willy Lindström (55:03) | 3:4 (2:1, 0:1, 1:2) Spielbericht Stand: 0:1 | St. Louis Blues Perry Turnbull (19:51) Perry Turnbull (26:07) Brian Sutter (55:17) Guy Lapointe (58:02) | Winnipeg Arena, Winnipeg, Manitoba Zuschauer: 13.081 |

| 8. April 1982 | Winnipeg Jets Paul MacLean (15:35) Dave Babych (25:23) Paul MacLean (30:07) Lucien DeBlois (31:07) Normand Dupont (35:47) | 5:2 (1:1, 4:0, 0:1) Spielbericht Stand: 1:1 | St. Louis Blues Brian Sutter (8:05) Brian Sutter (55:15) | Winnipeg Arena, Winnipeg, Manitoba Zuschauer: 14.371 |

| 10. April 1982 | St. Louis Blues Brian Sutter (7:36) Joe Mullen (14:24) Blake Dunlop (28:10) Mike Crombeen (29:32) Brian Sutter (39:35) Joe Mullen (41:52) | 6:3 (2:1, 3:0, 1:2) Spielbericht Stand: 2:1 | Winnipeg Jets Bengt Lundholm (1:39) Moe Mantha (46:08) Paul MacLean (51:56) | The Checkerdome, St. Louis, Missouri Zuschauer: 13.827 |

| 11. April 1982 | St. Louis Blues Perry Turnbull (5:36) Larry Patey (6:17) Brian Sutter (7:18) Brian Sutter (16:01) Blake Dunlop (27:44) Ed Kea (37:07) Bernie Federko (38:37) Joe Mullen (48:17) | 8:2 (4:0, 3:1, 1:1) Spielbericht Stand: 3:1 | Winnipeg Jets Lucien DeBlois (32:32) Normand Dupont (46:36) | The Checkerdome, St. Louis, Missouri Zuschauer: 12.676 |

#### (S1) Edmonton Oilers – (S4) Los Angeles Kings
| 7. April 1982 | Edmonton Oilers Glenn Anderson (1:35) Tom Roulston (6:16) Risto Siltanen (6:36) Risto Siltanen (9:02) Charlie Huddy (33:30) Dave Lumley (37:22) Wayne Gretzky (50:20) Matti Hagman (52:10) | 8:10 (4:3, 2:5, 2:2) Spielbericht Stand: 0:1 | Los Angeles Kings Steve Bozek (6:00) Jim Fox (14:09) Dave Taylor (19:53) Doug Smith (23:11) Marcel Dionne (29:17) Marcel Dionne (34:17) Daryl Evans (35:00) Daryl Evans (39:36) Charlie Simmer (54:56) Bernie Nicholls (59:08) | Northlands Coliseum, Edmonton, Alberta Zuschauer: 17.490 |

| 8. April 1982 | Edmonton Oilers Pat Hughes (1:55) Jari Kurri (55:06) Wayne Gretzky (66:20) | 3:2 n. V. (1:0, 0:2, 1:0, 1:0) Spielbericht Stand: 1:1 | Los Angeles Kings Bernie Nicholls (25:33) Daryl Evans (33:07) | Northlands Coliseum, Edmonton, Alberta Zuschauer: 17.490 |

| 10. April 1982 | Los Angeles Kings Jay Wells (42:46) Doug Smith (45:58) Charlie Simmer (54:38) Mark Hardy (55:59) Steve Bozek (59:55) Daryl Evans (62:35) | 6:5 (0:2, 0:2, 5:0, 1:0) Spielbericht Stand: 2:1 | Edmonton Oilers Mark Messier (10:39) Wayne Gretzky (19:23) Lee Fogolin (20:43) Risto Siltanen (25:15) Wayne Gretzky (34:02) | The Forum, Inglewood, Kalifornien Zuschauer: 16.005 |

| 12. April 1982 | Los Angeles Kings Marcel Dionne (5:27) Mike Murphy (48:44) | 2:3 (1:1, 0:2, 1:0) Spielbericht Stand: 2:2 | Edmonton Oilers Jari Kurri (10:18) Pat Hughes (31:40) Glenn Anderson (34:44) | The Forum, Inglewood, Kalifornien Zuschauer: 16.005 |

| 13. April 1982 | Edmonton Oilers Wayne Gretzky (7:59) Paul Coffey (19:26) Garry Unger (45:51) Dave Lumley (54:24) | 4:7 (2:3, 0:3, 2:1) Spielbericht Stand: 2:3 | Los Angeles Kings Charlie Simmer (3:22) Charlie Simmer (6:20) Daryl Evans (15:53) Marcel Dionne (21:09) Bernie Nicholls (26:49) Dan Bonar (35:15) Dan Bonar (43:06) | Northlands Coliseum, Edmonton, Alberta Zuschauer: 17.490 |

#### (S2) Vancouver Canucks – (S3) Calgary Flames
| 7. April 1982 | Vancouver Canucks Stan Smyl (0:08) Ivan Boldirev (10:29) Lars Lindgren (43:06) Lars Molin (47:09) Gary Lupul (53:58) | 5:3 (2:1, 0:0, 3:2) Spielbericht Stand: 1:0 | Calgary Flames Mel Bridgman (13:07) Willi Plett (48:08) Mel Bridgman (52:47) | Pacific Coliseum, Vancouver, British Columbia Zuschauer: 11.701 |

| 8. April 1982 | Vancouver Canucks Marc Crawford (38:00) Tiger Williams (74:20) | 2:1 n. V. (0:0, 1:1, 0:0, 1:0) Spielbericht Stand: 2:0 | Calgary Flames Ken Houston (27:49) | Pacific Coliseum, Vancouver, British Columbia Zuschauer: 12.288 |

| 10. April 1982 | Calgary Flames Jim Peplinski (13:14) | 1:3 (1:1, 0:0, 0:2) Spielbericht Stand: 0:3 | Vancouver Canucks Thomas Gradin (16:14) Tiger Williams (48:17) Thomas Gradin (57:59) | Stampede Corral, Calgary, Alberta Zuschauer: 7.234 |

## Division-Finale

### Prince of Wales Conference

#### (A2) Boston Bruins – (A4) Nordiques de Québec
| 15. April 1982 | Boston Bruins Barry Pederson (5:18) Dave Barr (7:29) Steve Kasper (50:50) Ray Bourque (59:05) | 4:3 (2:2, 0:0, 2:1) Spielbericht Stand: 1:0 | Nordiques de Québec Michel Goulet (4:12) Réal Cloutier (11:24) Réal Cloutier (48:10) | Boston Garden, Boston, Massachusetts Zuschauer: 14.673 |

| 16. April 1982 | Boston Bruins Keith Crowder (8:10) Rick Middleton (14:34) Barry Pederson (20:37) Tom Fergus (25:36) Barry Pederson (33:37) Bruce Crowder (42:34) Terry O’Reilly (43:45) Bruce Crowder (59:51) | 8:4 (2:2, 3:0, 3:2) Spielbericht Stand: 2:0 | Nordiques de Québec Wilf Paiement (0:29) Mario Marois (16:24) Marián Šťastný (58:39) Michel Goulet (59:36) | Boston Garden, Boston, Massachusetts Zuschauer: 14.367 |

| 18. April 1982 | Nordiques de Québec Anton Šťastný (19:13) Réal Cloutier (34:53) Wilf Paiement (71:44) | 3:2 n. V. (1:1, 1:1, 0:0, 1:0) Spielbericht Stand: 1:2 | Boston Bruins Mike O’Connell (9:26) Rick Middleton (24:15) | Colisée de Québec, Québec City, Québec Zuschauer: 15.302 |

| 19. April 1982 | Nordiques de Québec Marián Šťastný (8:10) Wilf Paiement (8:44) Réal Cloutier (22:16) Michel Goulet (28:53) Michel Goulet (30:51) Anton Šťastný (38:49) Peter Šťastný (42:30) | 7:2 (2:0, 4:1, 1:1) Spielbericht Stand: 2:2 | Boston Bruins Bruce Crowder (31:55) Tom Fergus (57:01) | Colisée de Québec, Québec City, Québec Zuschauer: 15.287 |

| 21. April 1982 | Boston Bruins Tom Fergus (6:18) Rick Middleton (28:57) Rick Middleton (45:46) | 3:4 (1:2, 1:1, 1:1) Spielbericht Stand: 2:3 | Nordiques de Québec Marián Šťastný (2:08) Peter Šťastný (6:47) Réal Cloutier (36:55) Peter Šťastný (43:02) | Boston Garden, Boston, Massachusetts Zuschauer: 14.673 |

| 23. April 1982 | Nordiques de Québec Peter Šťastný (9:54) Réal Cloutier (21:47) Wilf Paiement (36:01) Réal Cloutier (37:41) Michel Goulet (44:06) | 5:6 n. V. (1:3, 3:2, 1:0, 0:1) Spielbericht Stand: 3:3 | Boston Bruins Keith Crowder (4:18) Terry O’Reilly (5:16) Peter McNab (8:44) Barry Pederson (27:50) Bruce Crowder (29:42) Peter McNab (70:54) | Colisée de Québec, Québec City, Québec Zuschauer: 15.330 |

| 25. April 1982 | Boston Bruins Peter McNab (33:35) | 1:2 (0:0, 1:1, 0:1) Spielbericht Stand: 3:4 | Nordiques de Québec Michel Goulet (29:56) Dave Pichette (49:39) | Boston Garden, Boston, Massachusetts Zuschauer: 14.673 |

#### (P1) New York Islanders – (P2) New York Rangers
| 15. April 1982 | New York Islanders Dave Langevin (4:04) Mike Bossy (11:43) Bob Nystrom (16:51) John Tonelli (55:44) | 4:5 (3:3, 0:1, 1:1) Spielbericht Stand: 0:1 | New York Rangers Ron Duguay (3:19) Cam Connor (7:13) Rob McClanahan (17:28) Robbie Ftorek (34:56) Reijo Ruotsalainen (58:02) | Nassau Veterans Memorial Coliseum, Uniondale, New York Zuschauer: 15.271 |

| 16. April 1982 | New York Islanders Denis Potvin (5:34) Billy Carroll (11:03) Duane Sutter (16:29) Duane Sutter (30:21) Mike Bossy (33:05) Bryan Trottier (44:48) Mike McEwen (52:09) | 7:2 (3:0, 2:1, 2:1) Spielbericht Stand: 1:1 | New York Rangers Robbie Ftorek (37:32) Mikko Leinonen (57:41) | Nassau Veterans Memorial Coliseum, Uniondale, New York Zuschauer: 15.230 |

| 18. April 1982 | New York Rangers Robbie Ftorek (14:06) Reijo Ruotsalainen (40:19) Mike Allison (43:19) | 3:4 n. V. (1:1, 0:1, 2:1, 0:1) Spielbericht Stand: 1:2 | New York Islanders Mike Bossy (12:12) Bob Bourne (27:44) Bob Bourne (48:26) Bryan Trottier (63:00) | Madison Square Garden, New York City, New York Zuschauer: 17.392 |

| 19. April 1982 | New York Rangers Ron Duguay (13:38) Don Maloney (24:31) Cam Connor (46:19) | 3:5 (1:1, 1:2, 1:2) Spielbericht Stand: 1:3 | New York Islanders Mike Bossy (10:21) Denis Potvin (25:37) Clark Gillies (33:08) Duane Sutter (52:27) Butch Goring (59:25) | Madison Square Garden, New York City, New York Zuschauer: 17.390 |

| 21. April 1982 | New York Islanders John Tonelli (18:09) Bob Bourne (33:14) | 2:4 (1:1, 1:2, 0:1) Spielbericht Stand: 3:2 | New York Rangers Don Maloney (8:47) Don Maloney (20:39) Dave Silk (23:24) Cam Connor (41:31) | Nassau Veterans Memorial Coliseum, Uniondale, New York Zuschauer: 15.241 |

| 23. April 1982 | New York Rangers Reijo Ruotsalainen (13:13) Barry Beck (31:34) Robbie Ftorek (45:46) | 3:5 (1:1, 1:2, 1:2) Spielbericht Stand: 2:4 | New York Islanders Butch Goring (11:01) Butch Goring (20:33) Bob Bourne (38:17) Dave Langevin (53:52) Bob Bourne (59:28) | Madison Square Garden, New York City, New York Zuschauer: 17.390 |

### Clarence Campbell Conference

#### (N3) St. Louis Blues – (N4) Chicago Black Hawks
| 15. April 1982 | St. Louis Blues Ralph Klassen (21:49) Wayne Babych (27:14) Mike Crombeen (31:54) Joe Mullen (52:57) | 4:5 (0:2, 3:0, 1:3) Spielbericht Stand: 0:1 | Chicago Black Hawks Tim Higgins (1:47) Dave Hutchison (8:08) Denis Savard (40:19) Tom Lysiak (42:39) Doug Wilson (54:44) | The Checkerdome, St. Louis, Missouri Zuschauer: 15.087 |

| 16. April 1982 | St. Louis Blues Bernie Federko (9:10) Wayne Babych (21:58) Joe Mullen (55:57) | 3:1 (1:1, 1:0, 1:0) Spielbericht Stand: 1:1 | Chicago Black Hawks Tom Lysiak (4:26) | The Checkerdome, St. Louis, Missouri Zuschauer: 16.033 |

| 18. April 1982 | Chicago Black Hawks Bob Murray (1:21) Tom Lysiak (2:44) Tim Higgins (3:01) Rick Paterson (21:09) Denis Savard (32:39) Bill Gardner (52:26) | 6:5 (3:1, 2:1, 1:3) Spielbericht Stand: 2:1 | St. Louis Blues Wayne Babych (11:59) Joe Mullen (34:03) Joe Mullen (57:41) Brian Sutter (57:56) Mike Zuke (59:57) | Chicago Stadium, Chicago, Illinois Zuschauer: 17.748 |

| 19. April 1982 | Chicago Black Hawks Denis Savard (9:05) Denis Savard (12:54) Rick Paterson (32:04) Troy Murray (37:18) Ted Bulley (44:23) Denis Savard (51:24) Ted Bulley (57:59) | 7:4 (2:1, 2:3, 3:0) Spielbericht Stand: 3:1 | St. Louis Blues Mike Crombeen (5:53) Larry Patey (20:27) Ralph Klassen (24:25) Perry Anderson (27:51) | Chicago Stadium, Chicago, Illinois Zuschauer: 17.926 |

| 21. April 1982 | St. Louis Blues Perry Anderson (5:51) Jörgen Pettersson (22:29) Bernie Federko (63:28) | 3:2 n. V. (1:1, 1:1, 0:0, 1:0) Spielbericht Stand: 2:3 | Chicago Black Hawks Denis Savard (9:11) Grant Mulvey (24:08) | The Checkerdome, St. Louis, Missouri Zuschauer: 12.107 |

| 23. April 1982 | Chicago Black Hawks Denis Savard (32:18) Rich Preston (36:55) | 2:0 (0:0, 2:0, 0:0) Spielbericht Stand: 4:2 | St. Louis Blues | Chicago Stadium, Chicago, Illinois Zuschauer: 19.252 |

#### (S2) Vancouver Canucks – (S4) Los Angeles Kings
| 15. April 1982 | Vancouver Canucks Ivan Hlinka (32:05) Ivan Hlinka (35:38) Gary Lupul (45:00) | 3:2 (0:1, 2:1, 1:0) Spielbericht Stand: 1:0 | Los Angeles Kings Steve Bozek (16:51) Larry Murphy (32:30) | Pacific Coliseum, Vancouver, British Columbia Zuschauer: 14.601 |

| 16. April 1982 | Vancouver Canucks Darcy Rota (6:10) Stan Smyl (31:24) | 2:3 n. V. (1:0, 1:2, 0:0, 0:1) Spielbericht Stand: 1:1 | Los Angeles Kings Dave Taylor (20:50) Marcel Dionne (30:02) Steve Bozek (64:33) | Pacific Coliseum, Vancouver, British Columbia Zuschauer: 16.413 |

| 18. April 1982 | Los Angeles Kings John Paul Kelly (23:14) Dave Taylor (33:08) Marcel Dionne (50:03) | 3:4 n. V. (0:1, 2:1, 1:1, 0:1) Spielbericht Stand: 1:2 | Vancouver Canucks Colin Campbell (18:09) Thomas Gradin (39:15) Stan Smyl (54:12) Colin Campbell (61:23) | The Forum, Inglewood, Kalifornien Zuschauer: 16.005 |

| 19. April 1982 | Los Angeles Kings Marcel Dionne (15:23) Mike Murphy (29:05) Dave Taylor (31:08) Doug Smith (53:40) | 4:5 (1:1, 2:3, 1:1) Spielbericht Stand: 1:3 | Vancouver Canucks Ivan Boldirev (8:08) Curt Fraser (20:31) Tiger Williams (26:19) Darcy Rota (28:02) Ivan Boldirev (41:41) | The Forum, Inglewood, Kalifornien Zuschauer: 16.005 |

| 21. April 1982 | Vancouver Canucks Jim Nill (8:15) Doug Halward (18:04) Darcy Rota (23:50) Darcy Rota (39:49) Curt Fraser (41:25) | 5:2 (2:1, 2:1, 1:0) Spielbericht Stand: 4:1 | Los Angeles Kings Bernie Nicholls (1:30) Larry Murphy (39:23) | Pacific Coliseum, Vancouver, British Columbia Zuschauer: 16.413 |

## Conference-Finale

### Prince of Wales Conference

#### (P1) New York Islanders – (A4) Nordiques de Québec
| 27. April 1982 | New York Islanders Bryan Trottier (5:29) Butch Goring (32:15) Denis Potvin (53:46) Wayne Merrick (55:14) | 4:1 (1:0, 1:0, 2:1) Spielbericht Stand: 1:0 | Nordiques de Québec Peter Šťastný (47:02) | Nassau Veterans Memorial Coliseum, Uniondale, New York Zuschauer: 15.147 |

| 29. April 1982 | New York Islanders Wayne Merrick (7:46) Mike Bossy (21:33) Mike Bossy (37:56) Bob Bourne (43:46) Bob Nystrom (48:59) | 5:2 (1:1, 2:1, 2:0) Spielbericht Stand: 2:0 | Nordiques de Québec Marc Tardif (11:04) Peter Šťastný (34:17) | Nassau Veterans Memorial Coliseum, Uniondale, New York Zuschauer: 15.230 |

| 1. Mai 1982 | Nordiques de Québec Basil McRae (1:10) Peter Šťastný (8:02) Anton Šťastný (46:53) Wilf Paiement (54:39) | 4:5 n. V. (2:2, 0:1, 2:1, 0:1) Spielbericht Stand: 0:3 | New York Islanders Mike Bossy (7:10) Bob Bourne (11:43) Anders Kallur (39:12) Mike Bossy (50:48) Wayne Merrick (76:52) | Colisée de Québec, Québec City, Québec Zuschauer: 15.238 |

| 4. Mai 1982 | Nordiques de Québec Dave Pichette (56:09) Michel Goulet (56:46) | 2:4 (0:1, 0:1, 2:2) Spielbericht Stand: 0:4 | New York Islanders Bob Bourne (2:01) John Tonelli (21:09) Clark Gillies (55:35) Duane Sutter (59:58) | Colisée de Québec, Québec City, Québec Zuschauer: 15.238 |

### Clarence Campbell Conference

#### (N4) Chicago Black Hawks – (S2) Vancouver Canucks
| 27. April 1982 | Chicago Black Hawks Terry Ruskowski (10:11) | 1:2 n. V. (1:1, 0:0, 0:0, 0:0, 0:1) Spielbericht Stand: 0:1 | Vancouver Canucks Thomas Gradin (8:02) Jim Nill (88:58) | Chicago Stadium, Chicago, Illinois Zuschauer: 17.610 |

| 29. April 1982 | Chicago Black Hawks Glen Sharpley (18:28) Dave Feamster (31:35) Denis Savard (44:42) Denis Savard (56:23) | 4:1 (1:0, 1:0, 2:1) Spielbericht Stand: 1:1 | Vancouver Canucks Stan Smyl (41:01) | Chicago Stadium, Chicago, Illinois Zuschauer: 16.610 |

| 1. Mai 1982 | Vancouver Canucks Thomas Gradin (11:31) Neil Belland (14:54) Curt Fraser (30:03) Stan Smyl (42:05) | 4:3 (2:2, 1:0, 1:1) Spielbericht Stand: 2:1 | Chicago Black Hawks Glen Sharpley (10:18) Doug Wilson (15:57) Rick Paterson (43:14) | Pacific Coliseum, Vancouver, British Columbia Zuschauer: 16.413 |

| 4. Mai 1982 | Vancouver Canucks Darcy Rota (1:06) Ivan Boldirev (24:16) Ivan Boldirev (34:08) Doug Halward (44:48) Thomas Gradin (45:51) | 5:3 (1:0, 2:1, 2:2) Spielbericht Stand: 3:1 | Chicago Black Hawks Glen Sharpley (36:19) Denis Savard (42:33) Grant Mulvey (56:10) | Pacific Coliseum, Vancouver, British Columbia Zuschauer: 16.413 |

| 6. Mai 1982 | Chicago Black Hawks Tom Lysiak (5:09) Grant Mulvey (42:38) | 2:6 (1:3, 0:0, 1:3) Spielbericht Stand: 1:4 | Vancouver Canucks Jim Nill (2:40) Stan Smyl (3:48) Lars Molin (15:35) Darcy Rota (45:14) Stan Smyl (51:20) Ivan Boldirev (56:17) | Chicago Stadium, Chicago, Illinois Zuschauer: 19.758 |

## Stanley-Cup-Finale

### (P1) New York Islanders – (S2) Vancouver Canucks
| 8. Mai 1982 | New York Islanders Clark Gillies (11:35) Mike Bossy (15:52) Denis Potvin (19:51) Denis Potvin (23:15) Mike Bossy (55:14) Mike Bossy (69:58) | 6:5 n. V. (3:2, 1:2, 1:1, 1:0) Spielbericht Stand: 1:0 | Vancouver Canucks Thomas Gradin (1:29) Thomas Gradin (17:40) Stan Smyl (25:06) Ivan Boldirev (29:27) Jim Nill (53:06) | Nassau Veterans Memorial Coliseum, Uniondale, New York Zuschauer: 15.230 |

| 11. Mai 1982 | New York Islanders Billy Carroll (15:55) Mike Bossy (37:06) Bob Bourne (40:32) Duane Sutter (41:19) Bryan Trottier (47:18) Bob Nystrom (54:10) | 6:4 (1:0, 1:3, 4:1) Spielbericht Stand: 2:0 | Vancouver Canucks Thomas Gradin (28:28) Ivan Boldirev (33:12) Lars Lindgren (39:42) Gerry Minor (42:27) | Nassau Veterans Memorial Coliseum, Uniondale, New York Zuschauer: 15.230 |

| 13. Mai 1982 | Vancouver Canucks | 0:3 (0:0, 0:2, 0:1) Spielbericht Stand: 0:3 | New York Islanders Clark Gillies (22:56) Mike Bossy (32:30) Bob Nystrom (58:40) | Pacific Coliseum, Vancouver, British Columbia Zuschauer: 16.413 |

| 16. Mai 1982 | Vancouver Canucks Stan Smyl (18:09) | 1:3 (1:1, 0:2, 0:0) Spielbericht Stand: 0:4 | New York Islanders Butch Goring (11:38) Mike Bossy (25:00) Mike Bossy (28:00) | Pacific Coliseum, Vancouver, British Columbia Zuschauer: 16.413 |

### Stanley-Cup-Sieger
| Stanley-Cup-Sieger New York Islanders | Torhüter: Roland Melanson, Billy Smith Verteidiger: Tomas Jonsson, Gord Lane, Dave Langevin, Mike McEwen, Ken Morrow, Stefan Persson, Denis Potvin (C) Angreifer: Mike Bossy, Bob Bourne, Billy Carroll, Greg Gilbert, Clark Gillies, Butch Goring, Anders Kallur, Hector Marini, Wayne Merrick, Bob Nystrom, Brent Sutter, Duane Sutter, John Tonelli, Bryan Trottier Cheftrainer: Al Arbour General Manager: Bill Torrey |

## Beste Scorer
Abkürzungen: GP = Spiele, G = Tore, A = Assists, Pts = Punkte, +/− = Plus/Minus, PIM = Strafminuten; Fett: Bestwert
| Spieler        | Team         | GP | G  | A  | Pts | +/− | PIM |
| -------------- | ------------ | -- | -- | -- | --- | --- | --- |
| Bryan Trottier | NY Islanders | 19 | 6  | 23 | 29  | +9  | 40  |
| Mike Bossy     | NY Islanders | 19 | 17 | 10 | 27  | +7  | 0   |
| Denis Potvin   | NY Islanders | 19 | 5  | 16 | 21  | +9  | 30  |
| Thomas Gradin  | Vancouver    | 17 | 9  | 10 | 19  | +8  | 10  |
| Denis Savard   | Chicago      | 15 | 11 | 7  | 18  | −2  | 52  |
| Stan Smyl      | Boston       | 17 | 9  | 9  | 18  | +4  | 25  |
| Joe Mullen     | St. Louis    | 10 | 7  | 11 | 18  | +7  | 4   |
| Barry Pederson | Boston       | 11 | 7  | 11 | 18  | +5  | 2   |
| Peter Šťastný  | Québec       | 12 | 7  | 11 | 18  | +1  | 10  |
| Bernie Federko | St. Louis    | 10 | 3  | 15 | 18  | +8  | 10  |

Gord Lane von den New York Islanders erreichte die beste Plus/Minus-Statistik mit einem Wert von +14.

## Beste Torhüter
Die kombinierte Tabelle zeigt die jeweils drei besten Torhüter in den Kategorien Gegentorschnitt und Fangquote sowie die jeweils Führenden in den Kategorien Shutouts und Siege.
Abkürzungen: GP = Spiele, Min = Eiszeit (in Minuten), W = Siege, L = Niederlagen, GA = Gegentore, SO = Shutouts, Sv% = gehaltene Schüsse (in %), GAA = Gegentorschnitt; Fett: Bestwert; Sortiert nach Gegentorschnitt.
Erfasst werden nur Torhüter mit 180 absolvierten Spielminuten.
| Spieler         | Team         | GP | Min     | W  | L | GA | SO | Sv%  | GAA  |
| --------------- | ------------ | -- | ------- | -- | - | -- | -- | ---- | ---- |
| Rick Wamsley    | Montréal     | 5  | 298:46  | 2  | 3 | 11 | 0  | 89,3 | 2,21 |
| Billy Smith     | NY Islanders | 18 | 1125:15 | 15 | 3 | 47 | 1  | 90,6 | 2,51 |
| Tony Esposito   | Chicago      | 7  | 378:35  | 3  | 3 | 16 | 1  | 91,6 | 2,54 |
| Gilles Meloche  | Minnesota    | 4  | 182:11  | 1  | 2 | 8  | 0  | 90,9 | 2,63 |
| Richard Brodeur | Vancouver    | 17 | 1086:28 | 11 | 6 | 49 | 0  | 91,7 | 2,71 |